# 1987년 해태 타이거즈 시즌
1987년 해태 타이거즈 시즌은 해태 타이거즈가 KBO 리그에 참가한 6번째 시즌으로, 김응용 감독이 팀을 이끈 5번째 시즌이다. 팀은 전기 리그 3위에 그쳤으나 후기 리그 2위에 오르면서 플레이오프에 진출했다.(통합 승률은 전체 2위) 이후 플레이오프에서 OB 베어스를 3승 2패로 이겼으며, 한국시리즈에서는 삼성 라이온즈를 상대로 4전 전승을 거두어 창단 세 번째 통합 우승을 달성했다. 이는 KBO 리그 사상 최초의 한국시리즈 스윕승이었다.
한편, 전년도 17선발승으로 1982년 박철순(16선발승) 이후 두 번째 정규시즌 최다 선발승 MVP가 된 선동열이 전년도에 무리한 탓인지 5월 21일 인천 청보전에서 허리를 다쳐 한동안 결장하는 등 5선발승에 그쳤고 1989년까지 3년 연속 한자릿수 선발승(1987년 5선발승 1988년 9선발승 1989년 9선발승)에 머물렀으며 1990년 11선발승, 1991년 15선발승으로 회복세를 보였지만 1992년 어깨부상으로 인해 2승(모두 선발)에 머물렀고 1991년 이후 두자릿수 선발승을 기록하지 못했다.

## 타이틀
- KBO 골든글러브: 김성한 (1루수), 한대화 (3루수), 김종모 (외야수)
- 한국시리즈 MVP: 김준환
- 미스터올스타: 김종모
- 올스타 선발: 선동열 (투수), 김무종 (포수), 김성한 (1루수), 한대화 (3루수), 김종모 (외야수), 김봉연 (지명타자)
- 올스타전 추천선수: 서정환, 김일권
- 컴투스프로야구 80년대 해태 타이거즈 라인업: 김대현 (중계투수), 송유석 (중계투수)
- 컴투스프로야구 선정 말이 필요없는 라이벌: 선동열
- WAR: 선동열 (8.02)
- 수비 WAR: 백인수 (2.23)
- 완봉: 선동열 (4)
- 평균자책점: 선동열 (0.89)
- 승률: 선동열 (0.875)

## 선수단
- 선발투수 : 문희수, 차동철, 이상윤, 김정수
- 구원투수 : 신동수, 강상진
- 마무리투수 : 선동열, 김대현, 송유석, 최상주, 방수원, 조도연
- 포수 : 김무종, 장채근
- 1루수 : 김성한
- 2루수 : 서정환, 김일환, 장진범, 차영화
- 유격수 : 백인수, 조충열
- 3루수 : 한대화
- 좌익수 : 박철우, 송일섭, 이건열, 김준환
- 중견수 : 이순철, 조재환
- 우익수 : 김종모, 김일권
- 지명타자 : 김봉연, 김만후

## 특이 사항
- 선동열은 5월 16일 롯데 자이언츠 전에서 15이닝 2실점을 기록해 역대 단일 경기 최다 이닝 투구 타이 기록을 세웠다. 참고로 이날 경기는 영화 퍼펙트 게임에서 다뤄지기도 했다. 그리고 이 해 5선발승 중 4승을 완봉으로 장식하여[4][5][6][7]  역대  2완봉승 이상/2선발승 이상 비율 최고 기록(4완봉승/5선발승)(80%)을 갱신했다. 또한 선발 투수로 나선 경기에서 평균자책점 0.67로 규정이닝을 채운 투수 중 KBO 리그 역대 단일 시즌 최저 선발 평균자책점을 기록했다.
- 9월 5일과 7일 MBC 청룡과의 경기는 모두 무승부로 끝났는데, 이는 KBO 리그 사상 최초의 연속 경기 동일 대진 무승부다.
- 김성한은 KBO 리그 사상 최초로 통산 1000루타를 달성했다.
- 백인수는 KBO 리그 사상 최초로 단일 시즌 수비 WAR 2를 넘겼다.
- 이 시즌에 해태 타이거즈는 시범경기에서도 1위를 하여 KBO 리그 사상 최초로 시범경기 1위와 한국시리즈 우승을 동시에 달성한 팀이 되었다.
- 김종모는 KBO 올스타전에서 역대 최초로 패전 팀 소속임에도 불구하고 미스터 올스타로 선정된 선수가 되었다.
- 김무종은 KBO 리그 역대 용병 타자 중 처음으로 포스트시즌에서 고의4구로 출루했다.
- 팀은 한국시리즈에서 KBO 리그 사상 최초로 4전 4승을 거두며 우승했다.

## 같이 보기
- 퍼펙트 게임 (2011년 영화)
- 1987년 롯데 자이언츠 시즌